# Kyle Ensing
Kyle Ensing (* 6. März 1997 in Valencia, Kalifornien) ist ein US-amerikanischer Volleyballspieler.

## Karriere
Ensing begann seine Karriere an der Valencia High School. Von 2016 bis 2018 studierte er an der California State University, Long Beach und spielte wie sein Bruder Eric in der Universitätsmannschaft. Mit der Junioren-Nationalmannschaft nahm er an der U19-Weltmeisterschaft 2015 und der U21-WM 2017 teil. Außerdem gewann er 2016 mit den US-Junioren die kontinentale NORCECA-Meisterschaft der U21. 2018 und 2019 wurde der Diagonalangreifer mit Long Beach NCAA-Meister. Mit der
US-Nationalmannschaft wurde er Dritter in der Nations League 2018. Im gleichen Wettbewerb erreichte er 2019 das Finale. Nach dem Abschluss seines Studiums wechselte Ensing 2019 zum deutschen Meister Berlin Recycling Volleys.